# Biastofilia
Biastofilia é uma parafilia que consiste em atacar sexualmente uma pessoa desconhecida. O ato é geralmente realizado com pessoas que a pessoa realmente não conhece. O prazer vem em ver a pessoa aterrorizada, e/ou resistindo